# Isidore Geoffroy Saint-Hilaire
Isidore Geoffroy Saint-Hilaire (París, 16 de diciembre de 1805 - 10 de noviembre de 1861) fue un zoólogo francés, hijo del también zoólogo Étienne Geoffroy Saint-Hilaire.
Fue uno de los más célebres investigadores de la teratología.

## Abreviatura (zoología)
La abreviatura I.Geoffroy  se emplea para indicar a Isidore Geoffroy Saint-Hilaire como autoridad en la descripción y taxonomía en zoología.